# 2-й Вышеславцев переулок
Второ́й Вышесла́вцев переу́лок — улица в Москве в районе Марьина Роща Северо-Восточного административного округа, между Новосущёвской улицей и улицей Образцова.

## История
Также как и 1-й Вышеславцев переулок назван в 1922 году по находившемся здесь в XVIII веке Вышеславцевым прудам. Прежнее название — 2-й Неглинный переулок — по реке Неглинной, в верховьях которой расположен переулок.

## Расположение
2-й Вышеславцев переулок проходит с запада на восток, начинается от Новосущёвской улицы как продолжение Минаевского проезда, пересекает слева 1-й Вышеславцев переулок и заканчивается на улице Образцова около Лазаревского переулка.

## Примечательные здания и сооружения
- № 3,  памятник архитектуры (вновь выявленный объект) — одноэтажный деревянный дом конца XIX — начала XX века; был незаконно снесён в октябре 2014 года.
- № 5А — синагога «Марьина Роща»; Федерация еврейских общин России; Московский еврейский общинный центр «Хабад Любавич»; Московский еврейский общинный центр «Марьина Роща»; журнал «Лехаим».
- № 7 — поликлиника № 1 Медико-санитарной части Главного управления внутренних дел по г. Москве.
- № 15, стр. 2 — ТД Внештехконтракт; компания «Открытый мир».
- № 15/2 — доходный дом (1913, архитектор Л. А. Херсонский), ныне — медицинский центр «Мед-Крионика».
- № 17, стр. 1 — Промингрупп; региональная общественная культурно-просветительская организация «Клуб Светлый Источник»;
- № 17 — общежитие Института инженеров транспорта (1920-е, архитектор С. Герольский)[1], ныне — Медико-технический институт ФВД АНО.